# حرب أهلية تالية
Tالحرب الأهلية التالية: إرساليات من المستقبل الأمريكيهو كتاب غير خيالي من تأليف الروائي والصحفي الكندي ستيفن ماركي. يقترح المؤلف أن الولايات المتحدة يمكن أن تحكمها ديكتاتورية يمينية خلال العقد المقبل.
ويستند إلى «نماذج تنبؤية متطورة وما يقرب من مائتي مقابلة مع خبراء - علماء الحرب الأهلية، والقادة العسكريون، ومسؤولو إنفاذ القانون، وعملاء الخدمة السرية، والمتخصصون في الزراعة، وعلماء البيئة، ومؤرخو الحرب، وعلماء السياسة». أعد ماركي خططًا للحرب الأهلية التالية من خلال التفاوض مع الجنود وخبراء الجيش الذين يسيطرون على النزاعات.

## خلفية
في أكتوبر 2018، كتب الروائي والصحفي الكندي ستيفن ماركي مقالًا بعنوان «الحرب الأهلية الأمريكية التالية» في ذي والرس. وذكر أن مثل هذه الحرب سيكون لها تأثير على كندا. كتب ماركي أن «اكتشاف ما سيحدث هناك يعني معرفة ما سنواجهه هنا في النهاية.» بعد عامين، نُشر هذا المقال في شكل كتاب بعنوان الحرب الأهلية التالية: إرساليات من المستقبل الأمريكي. يحتوي الكتاب على مجادلات وقضايا حول التاريخ الأمريكي المعاصر نوقشت بالكامل. أخيرًا، وضع المؤلف تنبؤات حول مستقبل أمريكا.

## سياق
كما يوضح عنوان الكتاب، يتأرجح المؤلف ذهابًا وإيابًا بين الاحتمال الكبير لوقوع حرب أهلية وفكرة القدرة على تجنب مثل هذه الحرب. كما ذكر مارش، فإن الحرب الأهلية القادمة في أمريكا ستنطلق من المعنى، «الاختلاف هو جوهر التجربة الأمريكية». لا يمكن للمواطنين الأمريكيين تحمل عدم المساواة الاقتصادية أو الاجتماعية.
وأوضح المؤلف خمسة «سيناريوهات محتملة» لكيفية حدوث الحرب الأهلية في الولايات المتحدة: «مواجهة عنيفة بين الحكومة الفيدرالية ومجموعة من الميليشيات اليمينية المتطرفة، واغتيال رئيس ديمقراطي، وتدمير مدينة نيويورك في إعصار شديد، وتفجير قنبلة قذرة في واشنطن العاصمة، والانفصال السلمي نسبيًا للدول التي أدركت أن اختلافاتها الثقافية والسياسية تفوق تاريخها المشترك».
وفقًا للمراجعة التي كتبها إد سيمون، يعتقد ماركي أن تفويض القوات في واشنطن العاصمة، والهجمات اليمينية على المسؤولين المنتخبين، وتعطيل الانتقال السلمي للسلطة، وتمرد 6 يناير يمهد الطريق لبدء حرب أهلية في أمريكا. كتب أنه إذا كنت قد قرأت «عنهم في بلد آخر، فستعتقد أن حربًا أهلية قد بدأت بالفعل». لأن الأمريكيين لديهم صورة واضحة عن الحرب الأهلية، لا يمكنهم اعتبار الأحداث المذكورة كعلامة على الصراع الأهلي. يؤكد إد سيمون ما قاله ماركي عن ديمقراطية أمريكا، «بعد سنوات ترامب، حاول الديمقراطيون ترميم الجروح التي لحقت بالمؤسسات الأمريكية، لكنهم ظلوا ملتزمين بشكل كبير بالطرق القديمة، للولايات المتحدة التي نشأوا فيها».
تم تسمية الفصلين الأخيرين من الكتاب باسم «نهاية الجمهورية» و «ملاحظة حول الأمل الأمريكي».